# 国際影響評価学会
国際影響評価学会（こくさいえいきょうひょうかがっかい、IAIA：International Association for Impact Assessment）とは、環境アセスメントに関係する国際学会である。国連で認められた組織であり国際的な発言力が大きい。1980年設立。 2013年、会長を務めたこともある原科幸彦がIAIAの最高賞である「ローズ・ハーマン・アワード（Rose-Hulman Award）」をアジアで初めて受賞した。

## 概要
国際影響評価学会の名前になっている「影響評価」とは、人間が何等かの行動を行なう前に、その行動の結果が与える現在および将来の環境への負荷を把握するための手段の総称である。
代表的な制度としては、環境アセスメント（環境影響評価）があり、その他、社会影響評価、テクノロジーアセスメント、リスクアセスメント、企業評価、生態影響評価など影響評価の種類は増え続けている。
IAIA (International Association for Impact Assessment ; 国際影響評価学会)は人間が何等かの行動を行なう前に、その行動の結果を吟味する十分な情報を得た上で、持続可能な社会実現のために、人間の行動による環境負荷を配慮する事業、計画、プログラム、政策における合理的で公正な意思決定を行なう影響評価の実施を、世界規模で推進する国際学会である。
IAIAは1980年、世界各国の環境アセスメントやライフサイクルアセスメント、リスクアセスメントや社会影響評価など、「環境・社会・経済」に関する様々な影響評価に携わる研究者や実務者、事業者らが団結し、組織された。
IAIAには様々な職種、専門分野の人々が所属しており、中には経営企画担当者や民間企業の管理職、政策立案者、行政官、私設コンサルタント、政策アナリスト、大学教育機関の教授および学生らなどが含まれる。
IAIAの突出した特徴の一つは、生活の質を向上させる開発による環境への負荷を、計画、予測、運営する環境評価の様々な応用ケースを、国内外様々な分野に携わる専門家の交流を通して世界に拡げる場を提供することである。
IAIAでは、持続可能な社会実現のため、多岐に渡る専門分野のテーマを横断的に取り扱っている。
IAIAは

1.	大局的で総合的な影響評価実施のための方法や手法の提案及び開発

2.	実践的な応用に向けた影響評価の手続き及び方法を改善

3.	各影響評価分野に対する国民の理解や知識獲得の推進

4.	専門家による審査やその他の手段による優れた影響評価の推進

5.	各分野間の情報網の共有、タイムリーな出版物、専門家会議の共有

に向けた活動に取り組んでいる。

## IAIAの構成要員および組織編成
IAIAの所属メンバーは世界の120カ国以上から3000名を越える。
2012年8月現在、カメルーン、ドイツ、イタリア、ガーナ、イタリア、韓国、モザンビーク、ニュージーランド、ナイジェリア、オンタリオ及びケベック（カナダ）、西カナダ及び北カナダ、ポルトガル、南アフリカ、スペイン、ザンビアに、IAIAの系列事務局が設けられている。
また、IAIAの国際メンバーによって編成されるワシントンDC支部（アメリカ）が2001年9月に、同様にアイルランド・イギリス支部が2008年6月に設立されている。

## 国際影響評価学会　世界大会
1990年以来、以下の通り世界各地で、毎年IAIA世界大会が開催されており、世界各地から訪れる参加者は毎回700人を越える。
1990年　ローザンヌ、スイス

1991年　シャンペーン、アメリカ

1992年　ワシントンDC、アメリカ

1993年　上海、中国

1994年　ケベック、カナダ

1995年　ダーバン、南アフリカ

1996年　エストリル、ポルトガル

1997年　ニューオリンズ、アメリカ

1998年　クライストチャーチ、ニュージーランド

1999年　グラスゴー、スコットランド

2000年　香港

2001年　カルタヘナ、コロンビア

2002年　デンハーグ、オランダ

2003年　マラケシュ、モロッコ

2004年　バンクーバー、カナダ

2005年　ボストン、アメリカ

2006年　スタヴァンゲル、ノルウェー

2007年　ソウル、韓国

2008年　パース、オーストラリア

2009年　アッカ、ガーナ

2010年　ジュネーヴ、スイス

2011年　プエブラ、メキシコ

2012年　ポルト、ポルトガル

2013年　カルガリー、カナダ

2014年　ビニャ・デル・マール、チリ

2015年　フィレンツェ、イタリア

2016年度の国際会議「IAIA2016 : RESILIENCE AND SUSTAINABILITY」は日本の愛知県名古屋市にて開催される予定である。

IAIAでは世界大会のみならず地域ごとに特別会議を開催し、国際会議に挙げられた議題や議論を、地域の専門家や有識者、一般市民との情報共有にも取り組んでいる。
また世界大会の他に、持続可能な社会実現のため、2005年9月にはチェコにて「戦略的環境アセスメントにおける国際的視点と経験」と題した国際特別会議や、2009年11月にカナダのケベックにて「累積的な環境影響の管理と評価」と題した国際特別会議などを開催している。
 

## 関連図書
- 戦略的環境アセスメント―政策・計画の環境アセスの現状と課題（ぎょうせい、1998年）国際影響評価学会日本支部・翻訳 ISBN 4324055165
- 環境アセスメントとは何か――対応から戦略へ（岩波書店、2011年）原科幸彦・著 ISBN 4004313015
- 環境アセスメント学の基礎 （恒星社厚生閣、2013年）環境アセスメント学会・編著 ISBN 4769912943